# Generativní orgány
Generativní orgány rostliny jsou orgány rostlin s generativní funkcí, tedy ty, které rostlině slouží k pohlavnímu rozmnožování (ne však k nepohlavnímu), obecně pro vznik příští generace rostlin.
Ke generativním orgánům patří zejména:
- Květ a jeho části:
  - Koruna
  - Tyčinka
    - Prašník
    - Nitka
      - Pylová zrnka

  - Pestík
  - Kalich
  - Květní lůžko
  - Plodolist
    - Blizna
    - Semeník
    - Čnělka

- Plod a jeho části, zejména:
  - Semena

- Květ (Flos) je semenný orgán přeměněný z listů, sloužící k pohlavnímu rozmnožování rostlin.
  - Rozdělení:
    - Květní lůžko
    - Květní obal
    - Květní orgány pohlavní

- -     - Květní lůžko vzniká zkrácením a rozšířením vrcholu stonku
    - Rozdělení
      - Protažené květní lůžko
      - Plošné květní lůžko
      - Prohloubené květní lůžko
        - Češule (třešeň)
        - Číška (dub)

- -     - Květní obal chrání květ a láká opylovače. Největší rozmanitost je u hmyzosnubných rostlin.Po splnění své funkce odpadá. U nahosemenných rostlin jsou to šupiny
      - Květní obal nerozlišený (P okvětí)
      - Květní obal rozlišený (K, C okvětí)
        - K = Kalich, C = Koruna – vnější listy (+), /|\, |/|

      - Květní obaly
        - Volně
        - Srostlé

Opakem generativních orgánů jsou ostatní části jedince, které slouží k rozvoji samotné rostliny a které se nazývají vegetativními orgány (např. list, stonek aj.).
Zdroj – Biologie pro SOŠ
Důvodem tohoto dělení je odlišná funkce a jí odpovídající odlišná specializovaná stavba orgánů. U rostlin se střídají fáze růstu v rámci tzv. rodozměny, fáze vegetativní se střídají s fázemi, kdy již byly naplněny podmínky pro reprodukci a rostlina na vegetativních orgánech vytvoří odlišné orgány generativní. Změna mezi těmito fázemi je řízena hormonálně (v rostlině působením fytohormonů) a v praxi proto bývá např. v zahradnických provozech navozována uměle za pomocí některých stimulátorů růstu nebo jiných Růstových látek, které potřebné fytohormony obsahují.
Žádoucím výsledkem je pak přivedení rostlin do květu a následně do tvorby semen.